# 佐藤駿一郎
佐藤 駿一郎（さとう しゅんいちろう、2000年5月17日 - ）は、日本の男子バレーボール選手である。

## 来歴
宮城県仙台市出身。中学生時代、当初はバドミントン部に所属していたが、14歳のときにスカウトされたのをきっかけにバレーボールを始める。
2016年、東北高等学校に進学。
2017年、高校2年生になる頃の15歳にしてU19日本代表に選出され、アジアユース選手権に出場し優勝に貢献。自身もベストミドルブロッカー賞を受賞した。6月にはU21日本代表として世界ジュニア選手権に出場した。8月にはU19日本代表として世界ユース選手権にも出場した。
2018年、高校3年生にして日本代表登録メンバーに選出された。6月、U20日本代表としてアジアジュニア選手権に出場。そして、8月、シニア代表として、アジア競技大会に出場した。
一方、春高バレーには縁がなく、3年生のときにようやく第71回大会の出場を果たした。春高では1回戦で敗退となったが、大学は名門である東海大学に進学で、東京オリンピックへの意欲も口にした。
2019年、8月にU23日本代表としてU23アジア選手権に出場。
2020年、2年ぶりに日本代表登録メンバーに選出された。しかし、コロナ禍により国際大会は軒並み中止となり、国際大会出場はなかった。
2021年、日本代表登録メンバーには登録されるが、東京オリンピックのメンバー候補には入らず、東京オリンピック出場は叶わなかった。
2022年、世界選手権の壮行試合（日本代表の紅白戦）に招集された。そして、世界選手権を前に髙橋健太郎が離脱となったこともあり、世界選手権のメンバーに選出された。2022-23シーズン、ジェイテクトSTINGSの内定選手となった。内定選手として2022-23 V.LEAGUE DIVISION1 MENの試合に出場し、V1デビューを果たした。
2023年、大学卒業後に、ジェイテクトSTINGSに入団した。
2024年2月29日、2023-24 V.LEAGUE DIVISION1 MENのシーズン途中でジェイテクトSTINGSを退団した。
2024年6月、フィンランドのフリカーニ・ロイマー (fi) との契約が発表された。
2025年6月、ウルフドッグス名古屋入団が発表された。

## 球歴
- 日本代表 （2018年、2020-2023年、2025年）
  - 世界選手権 - 2022年
  - アジア競技大会 - 2018年
  - ネーションズリーグ - 2025年
- U23日本代表
  - U23アジア選手権 - 2019年
- U21日本代表
  - 世界ジュニア選手権 - 2017年
- U20日本代表
  - アジアジュニア選手権 - 2018年
- U19日本代表
  - 世界ユース選手権 - 2017年
  - アジアユース選手権 - 2017年

## 所属チーム
- 東北高等学校（2016-2019年）
- 東海大学 （2019-2023年）
- ジェイテクトSTINGS（2023-2024年）
- フリカーニ・ロイマー (fi) （2024-2025年）
- ウルフドッグス名古屋（2025年-）

## 受賞歴
- 2017年 - アジアユース選手権 ベストミドルブロッカー賞